# Martha Hughes Cannon
Martha Hughes Cannon, född 1857 i Llandudno, död 1932, var en amerikansk läkare och politiker. Hon valdes år 1896 till delstaten Utahs första kvinnliga senator, och blev samtidigt även den första kvinnliga senatorn i USA som helhet. Hon tjänstgjorde i två mandatperioder (1897–1901). 